# Geni
Geni – strona internetowa pozwalająca tworzyć drzewa genealogiczne online i szukać przodków w celu utworzenia drzewa genealogicznego świata.

## Historia
W listopadzie 2012 Geni została przejęta przez MyHeritage. Podczas, gdy profile rodzinne na Geni są prywatne, misja Geni to utworzenie drzewa genealogicznego złożonego ze wspólnych przodków, dostępnego dla wszystkich. Poprzez połączenie pracy nad jednym drzewem genealogicznym, nad którym użytkownicy wspólnie pracują, użytkownicy mogą koncentrować się na weryfikacji informacji i na odkrywaniu nowych "ścieżek" odkryć, aniżeli powielać pracę, którą inni już dotychczas wykonali. Od grudnia 2010 roku na Geni zostało utworzone 98,6 miliona profili przez ponad 5,8 milionów użytkowników.
Polskim kuratorem drzewa genealogicznego Geni jest prof. Andrzej Hennel.